# Anyphops decoratus
Espèce
Synonymes
- Selenops decoratus Lawrence, 1940

Anyphops decoratus est une espèce d'araignées aranéomorphes de la famille des Selenopidae.

## Distribution
Cette espèce se rencontre  en Afrique du Sud au KwaZulu-Natal et en Eswatini,.

## Description
Le mâle mesure 6,2 mm et la femelle 9 mm.

## Publication originale
- Lawrence, 1940 :  The genus Selenops (Araneae) in South Africa. Annals of the South African Museum, vol. 32, p. 555-608 (texte intégral).